# Agrilus townsendi
Agrilus townsendi är en skalbaggsart som beskrevs av Henry Clinton Fall 1907. Agrilus townsendi ingår i släktet Agrilus och familjen praktbaggar. Inga underarter finns listade i Catalogue of Life.